# 루이 블레리오
루이 샤를 조제프 블레리오(프랑스어: Louis Charles Joseph Blériot, 1872년 7월 1일 ~ 1936년 8월 1일)는 프랑스의 항공기술자이다.
1907년 처음으로 단엽기(單葉機)를 발명 제작하였고, 1909년 25마력의 블레리오 11호기(Blériot XI)를 조종하여 37분의 비행 끝에 세계 최초로 영국 해협 횡단에 성공하였다. 이후 항공기의 설계 및 제작에 전념하여 에어버스와 에어프랑스의 시초가 된 주요기업 중 하나인 Blériot Aéronautique (비행기 제조회사) 및 Compagnie des Messageries Aériennes (항공사)를 창립하여 항공계에 크게 이바지하였다.